# Nissan Cima
Nissan Cima (яп.: 日産・シーマ, Nissan Shīma) — серия полноразмерных автомобилей, производившихся компанией Nissan в разные периоды с 1988 по 2022 год.

## Первое поколение (Y31; 1988—1991)
До 1989 года уточнялось, что по японским системам классификации легкового автотранспорта автомобиль должен иметь длину 4700 мм, ширину 1700 мм и 2-литровый двигатель. Этому стали соответствовать Nissan Cedric, Nissan Gloria и Toyota Crown, причём также были доступны модификации с более мощными двигателями. Более крупные версии получили бамперы большего размера, чтобы воспользоваться отсутствием ограничений по внешним размерам, но всё же это была своего рода полумера, поскольку сам кузов оставался узким.
Когда появились слухи о том, что Toyota разрабатывает более крупную модификацию Crown, получившую название 4000 Royal Saloon G, компания Nissan поспешила добавить полноразмерный вариант Cedric и Gloria. Производство поначалу планировалось начать в июне 1987 года, однако оно не было осуществлено. Полугодовой перерыв в разработке привёл к многочисленным изменениям в дизайне. Более широкая версия первоначально продавалась как Cedric Cima или Gloria Cima, в зависимости от продаж. Это поколение выпускалось в кузове хардтоп, без поперечной стойки между передним и задним боковыми стёклами. Интерьер был со вставками из натурального лакированного дерева по всему салону, а обивка была на выбор из кожи Connolly или сочетания шёлка и шерсти. Автомобиль выпускался в комплектациях Type I Limited, Type II-S или Type II Limited AV с двигателем с турбонаддувом и цветным электронно-лучевым интерактивным дисплеем для управления климатом, навигацией и аудиосистемой Fujitsu Ten, а также CD-проигрывателем Sony, которые ранее устанавливались на Nissan Leopard GT. Рулевое колесо имело неподвижную среднюю ступицу и вращалось вокруг неё, предоставляя водителю возможность воспользоваться наличием кнопок стереосистемы и круиз-контроля. Опционально в консоли подлокотника был установлен сотовый телефон, а на центральном пульте управления имелись кнопки для набора номеров, подключения или отключения вызовов.

Nissan Y31 оснащался двигателями VG30DE мощностью 147 кВт (200 л. с.) или VG30DET с турбонаддувом мощностью 188 кВт (255 л. с.). Cedric Cima продавался в дилерских центрах Nissan наравне с Laurel, а Gloria Cima — наравне с Skyline.

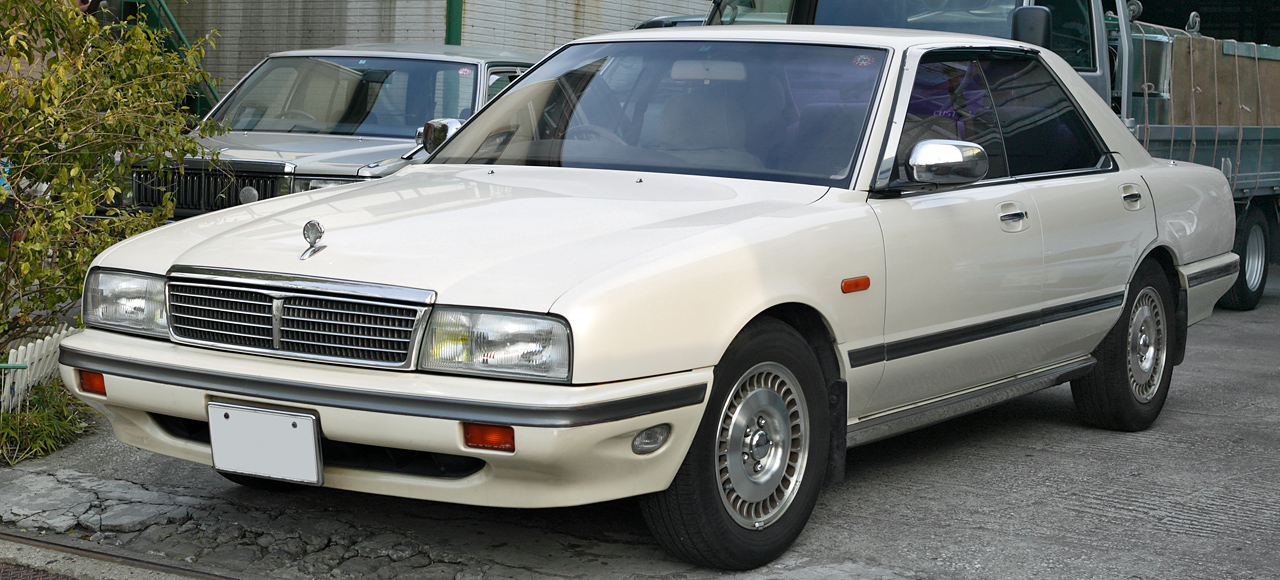
Nissan Cedric Cima (FPY31)
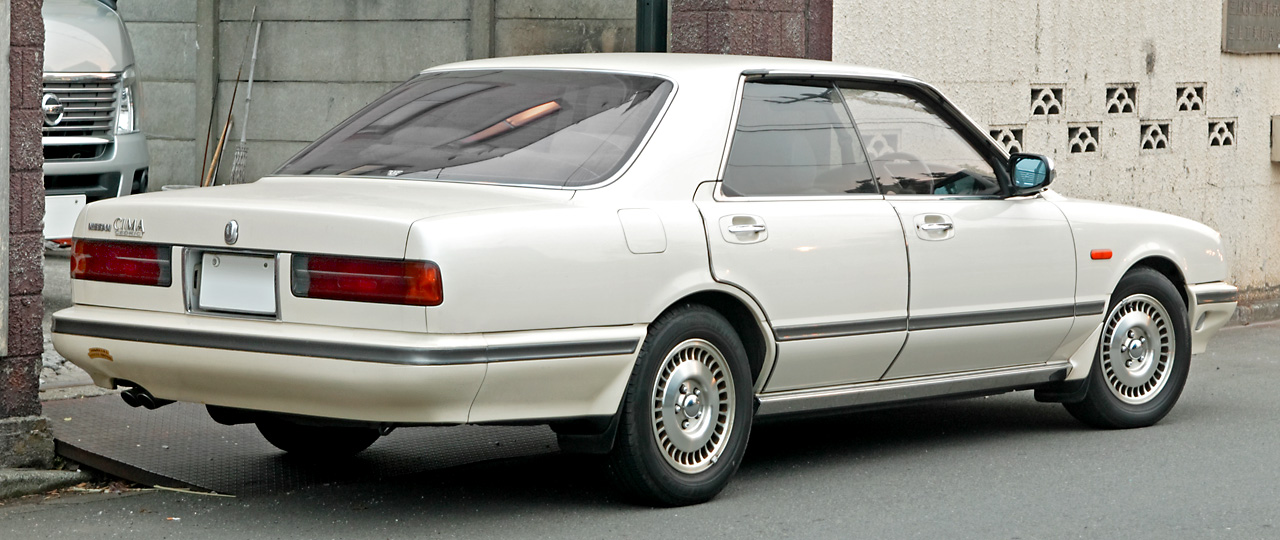
Nissan Cedric Cima (FPY31)
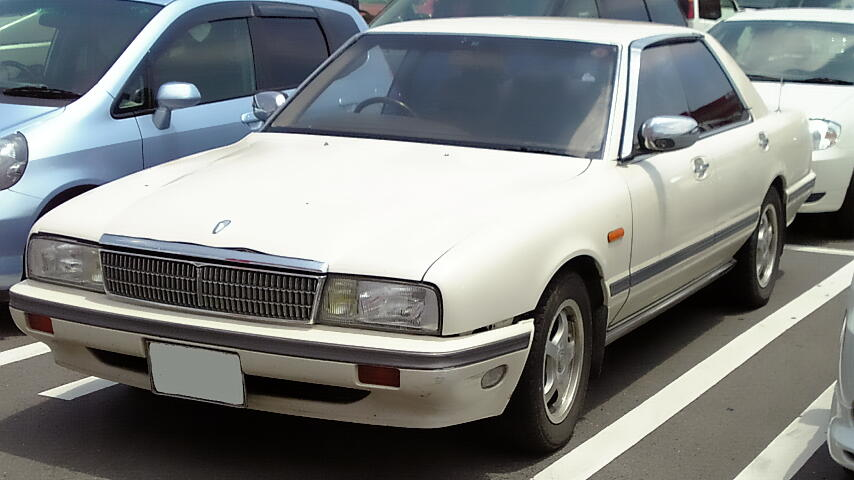
Nissan Gloria Cima

## Второе поколение (Y32; 1991—1996)
Nissan Cima второго поколения впервые был представлен в августе 1991 года. Он являлся перелицованным вариантом Nissan Cedric и Nissan Gloria Y32, впервые представленных в июне 1991 года. Позже в том же году компания Toyota выпустила модель Crown Majesta. Крах японского финансового пузыря привёл к снижению спроса.

Nissan Cima второго поколения оснащался двигателем VH41DE (V8). Пневматическая подвеска уступила место активной. Опционально автомобиль оснащался полноприводной компоновкой и двигателем VG30DET (V6).

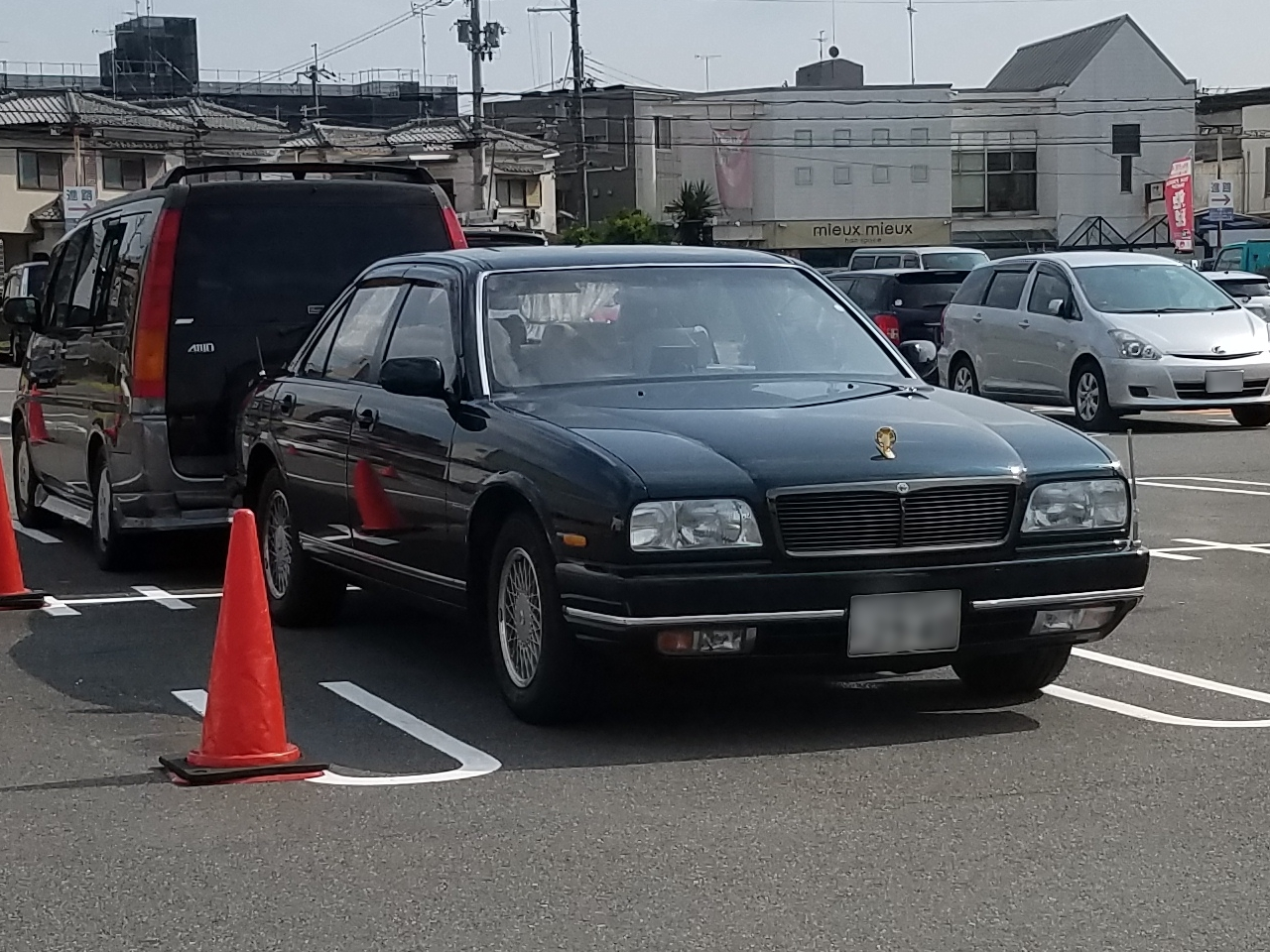
Nissan Cima
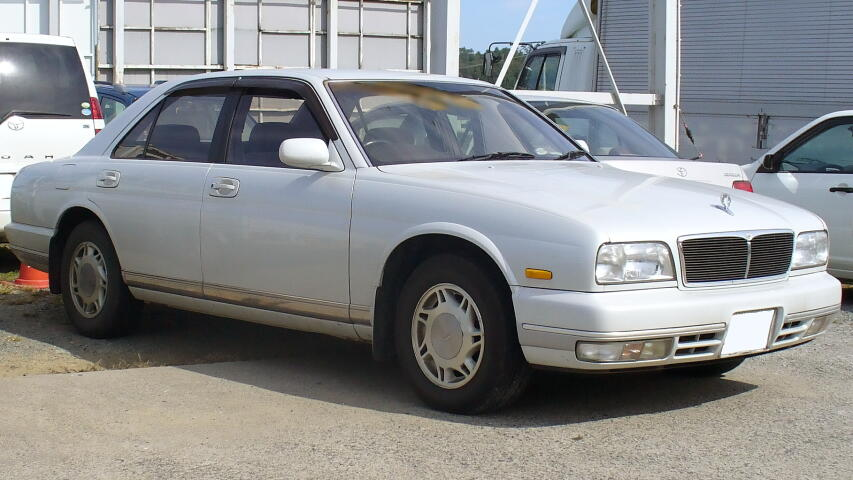
Nissan Cima

## Третье поколение (Y33; 1996—2001)
В отличие от предыдущих поколений, Nissan Cima Y33 продавался также за рубежом. Автомобиль оснащался двигателями VH41DE и VQ30DET из-за слияния ежегодных обязательств по дорожному налогу. В 1999 году Nissan Cima стал первым автомобилем с лазерным адаптивным круиз-контролем.

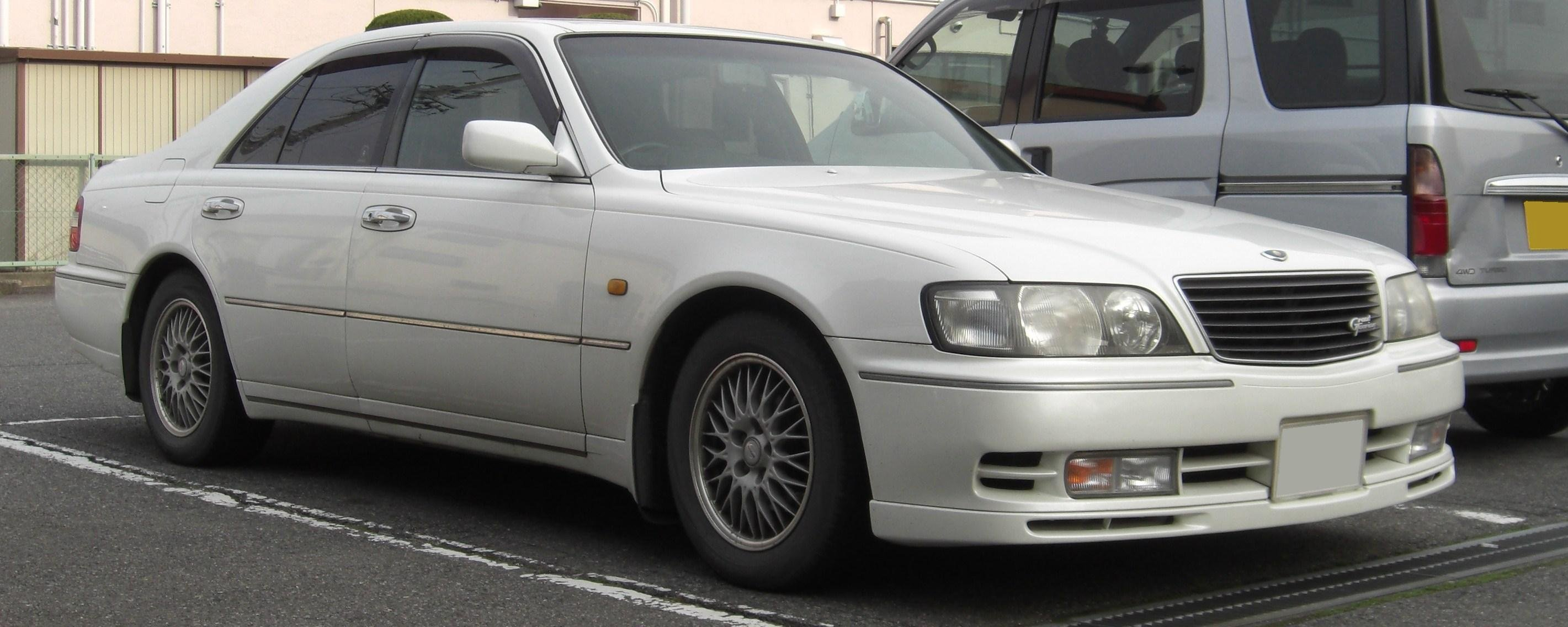
Nissan Cima
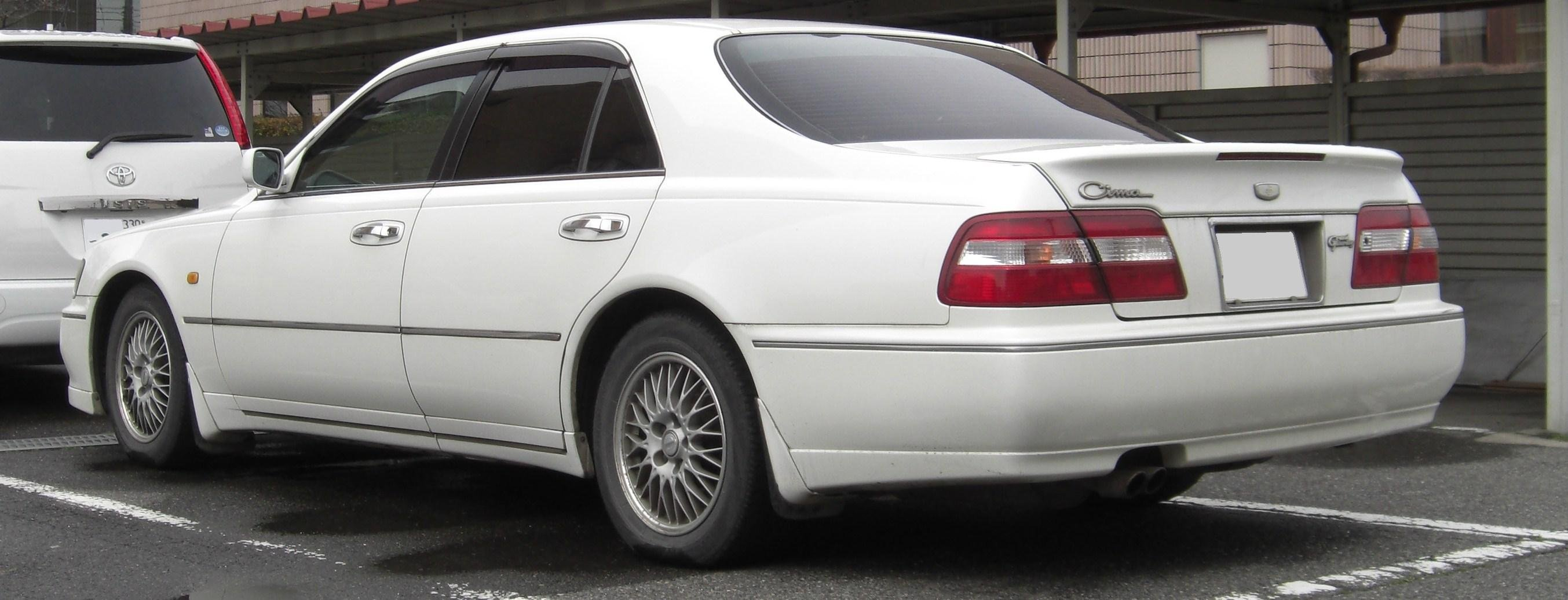
Вид сзади

## Четвёртое поколение (F50; 2001—2010)
Четвёртое поколение Nissan Cima дебютировало в январе 2001 года. Наряду с VQ30DET на автомобиль устанавливался двигатель VK45DD мощностью 206 кВт (280 л. с.). 
С июня 2002 года автомобиль оснащался аудиосистемой Bose. Автомобиль был представлен в апреле 2003 года на Шанхайском автосалоне.

В августе 2010 года производство Nissan Cima было остановлено.

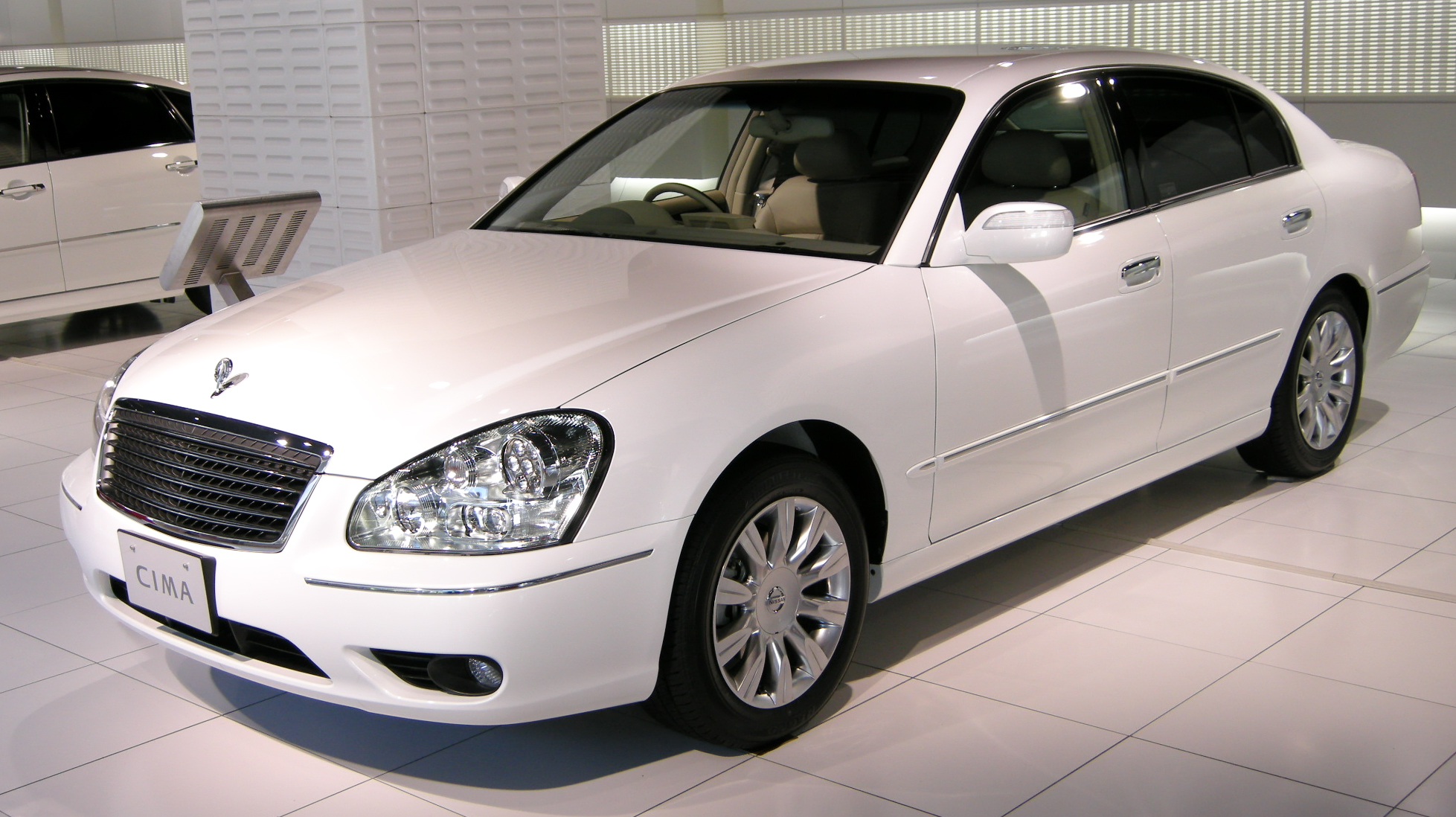
2008 Nissan Cima
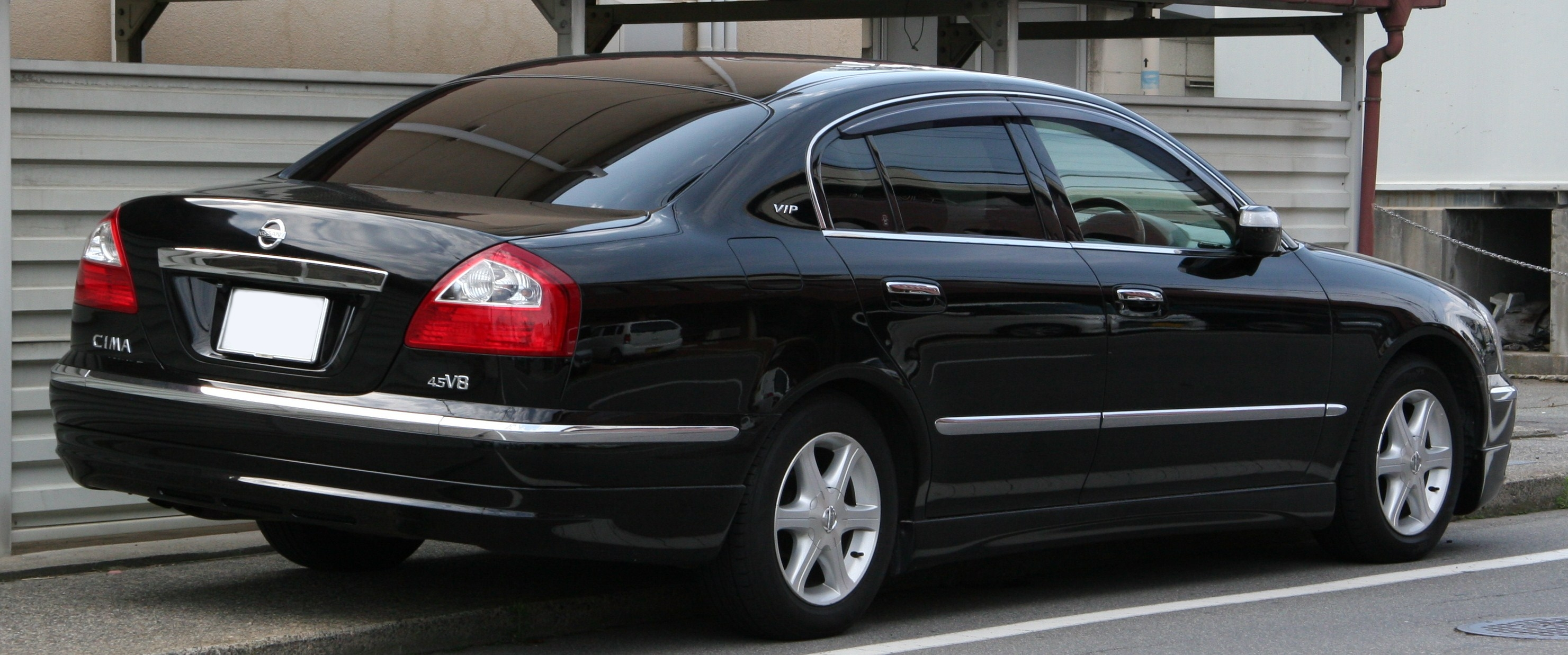
2001—2003 Nissan Cima

## Пятое поколение (Y51; 2012—2022)
В 2012 году производство автомобилей Nissan Cima было возобновлено. Автомобиль являлся модификацией Fuga Hybrid с удлинённой колёсной базой. Продажи автомобиля начались 21 мая 2012 года в Японии.
С 16 апреля 2014 года автомобиль поставлялся в Северную Америку по параллельному импорту. С 2015 года несколько автомобилей Nissan Cima были экспортированы в другие азиатские страны, например, в Сингапур.

В 2022 году в связи с выросшими спросами на электрокары, производство автомобилей Nissan Fuga и Nissan Cima завершилось без преемника.

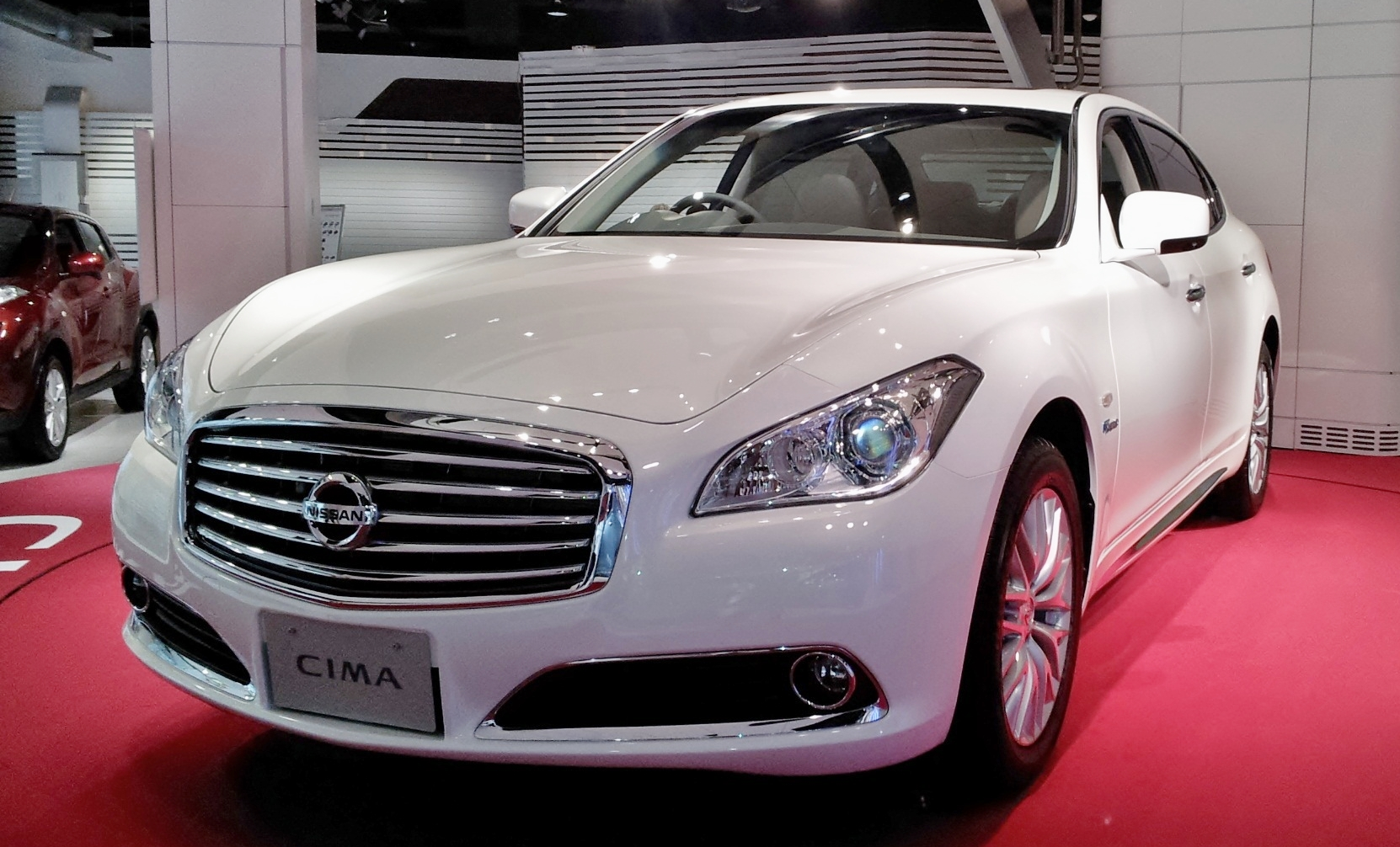
Nissan Cima Y51
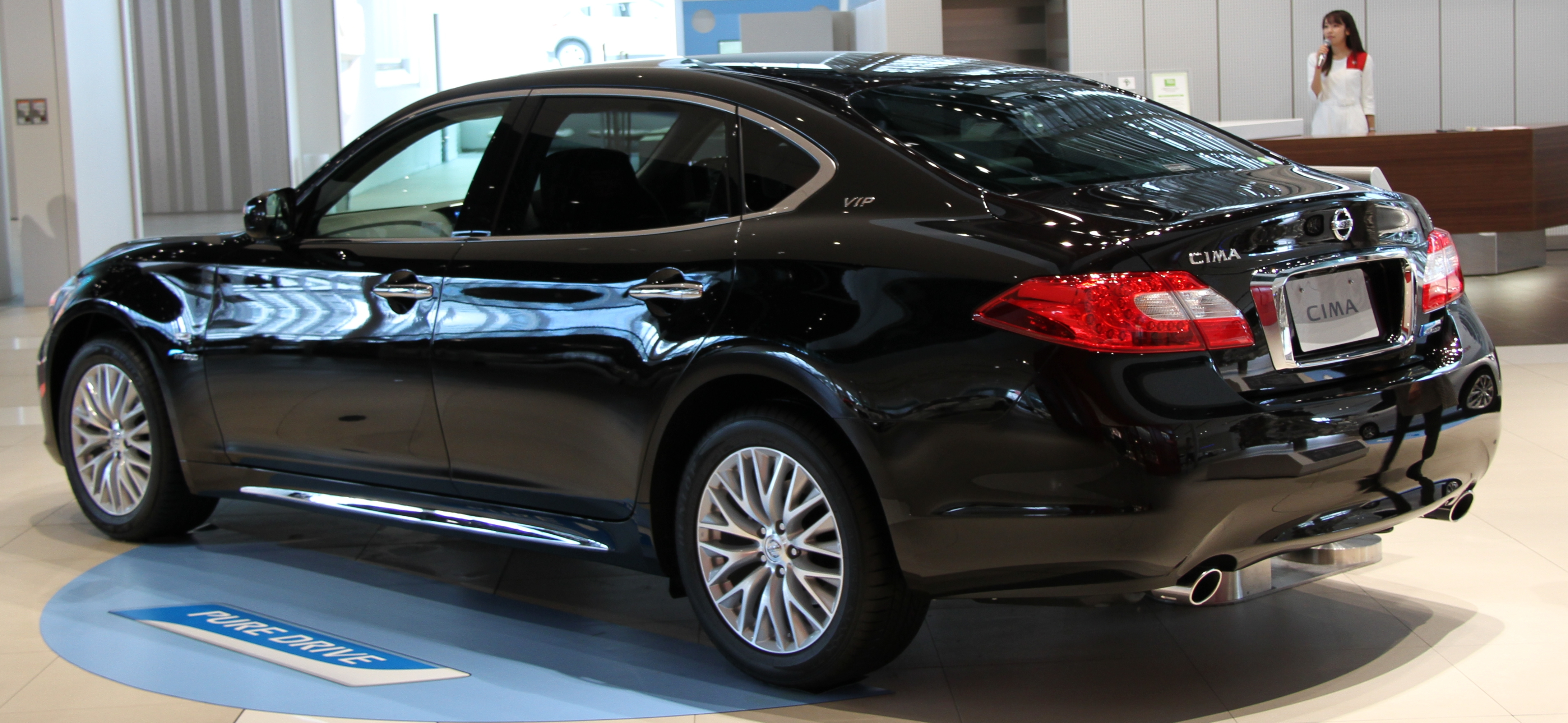
Nissan Cima VIP (HGY51)
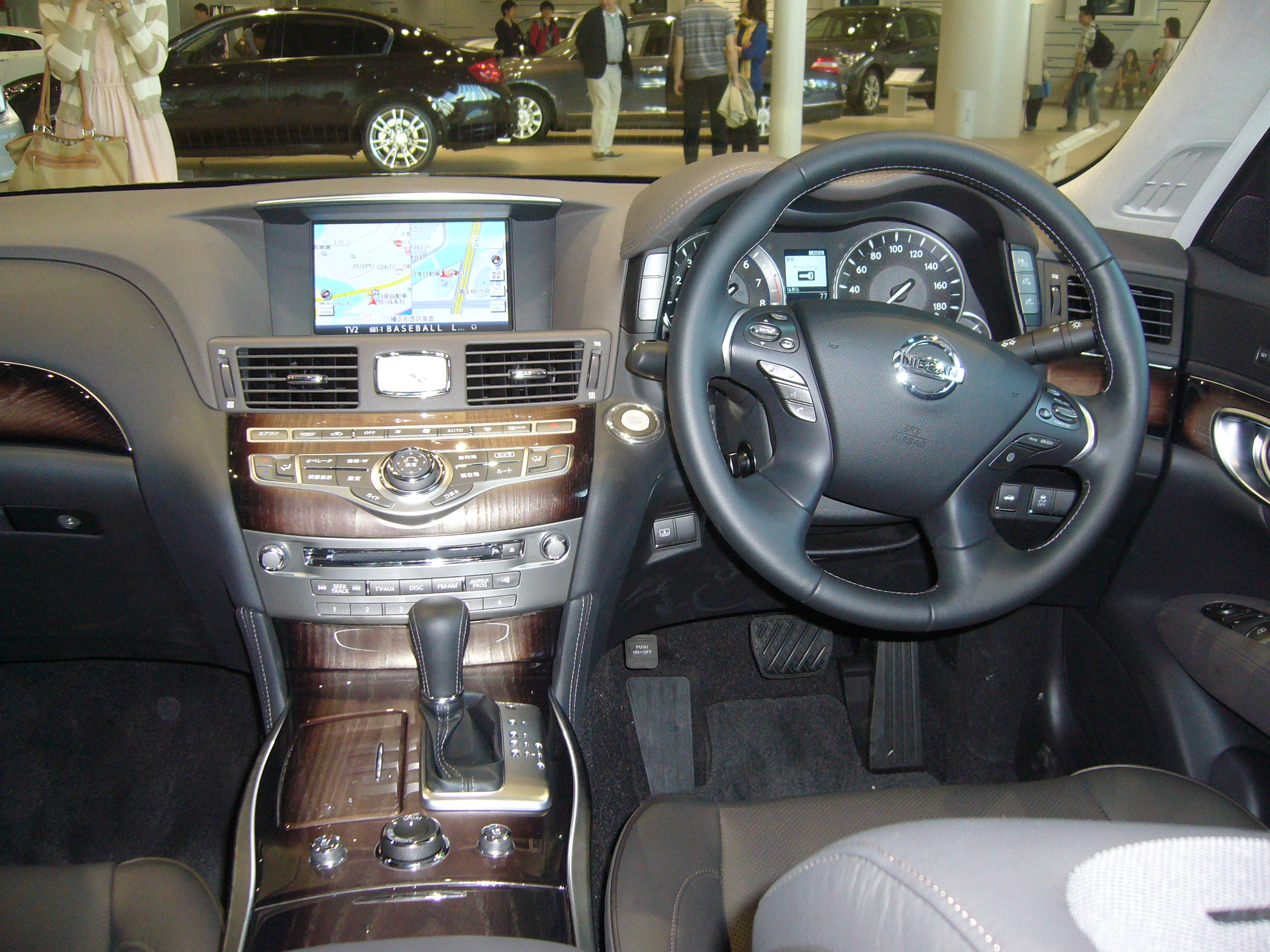
Интерьер
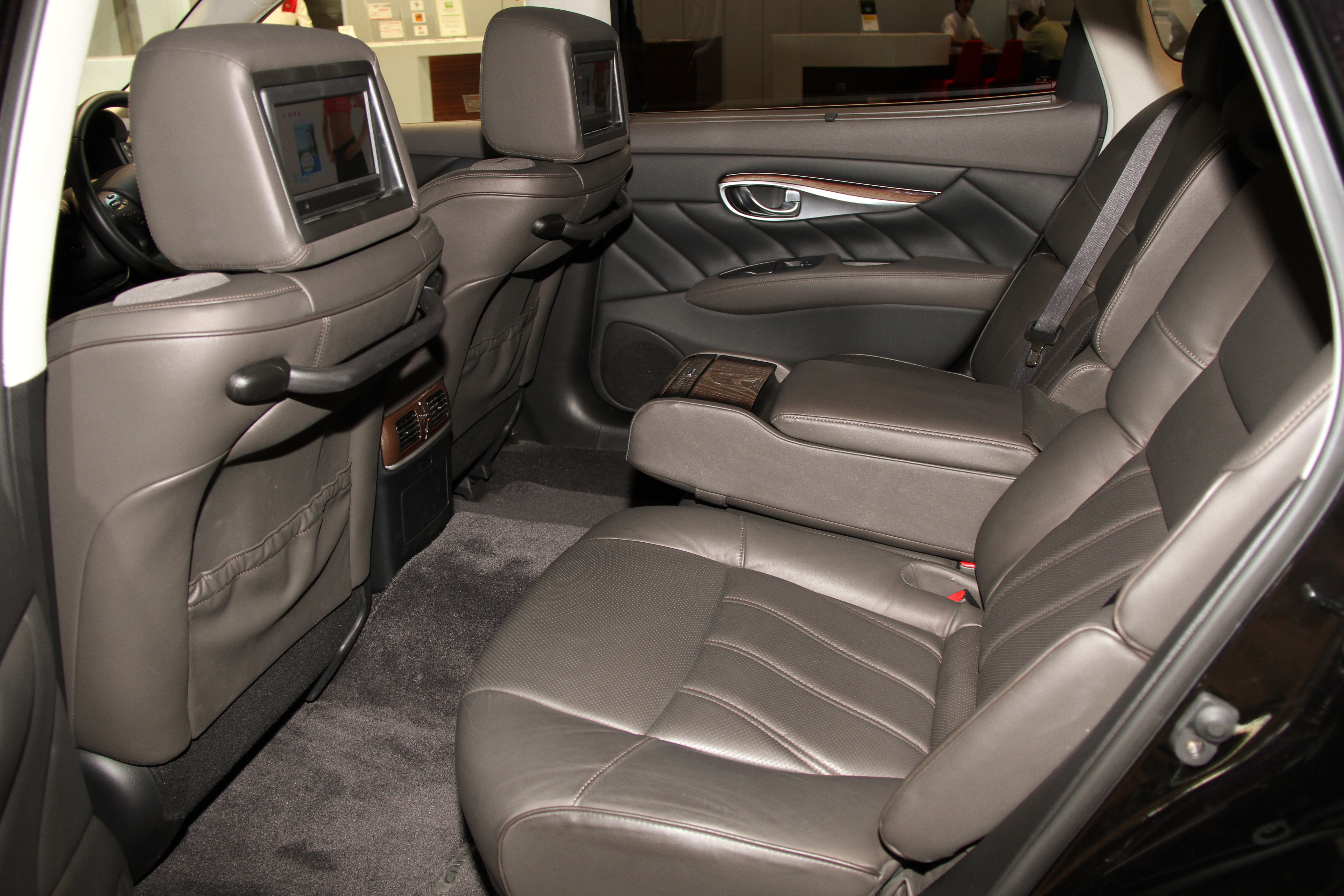
Задняя площадка

### Mitsubishi Dignity
С 26 апреля 2012 по 30 ноября 2016 года компания Mitsubishi Motors выпускала ребеджинговый вариант HGY51 — Dignity. За исключением эмблем и некоторых незначительных изменений автомобиль был полностью идентичен Nissan Cima.